# Propuesta (álbum)
Propuesta es un álbum de estudio de la orquesta de salsa colombiana Niche, publicado en el año 2000 por EMI Records. El álbum obtuvo una nominación a los premios Grammy Latinos 2001 en la categoría "Mejor álbum de salsa" junto a producciones de reconocidos artistas como Oscar D'León, Tito Puente, Isaac Delgado, Gilberto Santa Rosa y Tito Rojas. Es considerada una producción atípica dentro de la historia del Grupo Niche, ya que sólo 3 canciones de las 10 publicadas, fueron escritas por Jairo Varela y las 7 restantes fueron nuevas versiones de viejos temas cubanos. 

## Lista de canciones
| N.º | Título                      | Escritor(es)                 | Intérprete(s)              | Duración |  |
| 1.  | «California»                | Jairo Varela                 | Willy García               | 4:32     |  |
| 2.  | «Santa Isabel De Las Lojas» | Beny Moré                    | Willy García               | 4:04     |  |
| 3.  | «Baile Del Suavito»         | María Gómez                  | Álvaro Granobles           | 4:25     |  |
| 4.  | «Luna De Mayo»              | Jairo Varela                 | Álvaro Granobles           | 4:07     |  |
| 5.  | «Mata Siguaraya»            | Lino Frías                   | Willy García               | 4:44     |  |
| 6.  | «En El Mar»                 | Oswaldo Farrez, Jairo Varela | Willy García               | 3:39     |  |
| 7.  | «Bonito y Sabroso»          | D.R.A                        | Javier Vásquez             | 4:21     |  |
| 8.  | «Suavecito»                 | Ignacio Piñeiro              | Willy García               | 4:46     |  |
| 9.  | «Cañonazos»                 | Lino Frías                   | Willy García, Beto Caicedo | 4:23     |  |
| 10. | «La Culpa La Tiene...»      | Jairo Varela                 | Willy García               | 5:21     |  |

## Créditos

### Músicos
- Bajo: Francisco "Pacho" Ocoró
- Bongó: Jimmy Zaa
- Cantantes: Willy García, Javier Vásquez, Álvaro Granobles, Beto Caicedo
- Congas: Fabian Picón
- Coros: Willy García, Javier Vásquez, Álvaro Granobles, Diana Serna, Beto Caicedo, Carlos Romero, Michael Haase, Alberto Barros
- Piano y teclados: Michael Haase, Carlos Vivas, Julio Abadía
- Timbal: Junior Quiñónez
- Trombón 1: Alberto Barros
- Trombón 2: Leo Aguirre
- Trombón 3: Daniel López
- Trompeta 1: Oswaldo Ospino
- Trompeta 2: Javier Bahamón

### Producción
- Arreglos y producción en estudio: Michael Haase, Alberto Barros, Jairo Varela[2]
- Mezcla y dirección general: Jairo Varela
- Ingeniero en estudio: Guillermo Varela